# Giorgetto Giugiaro

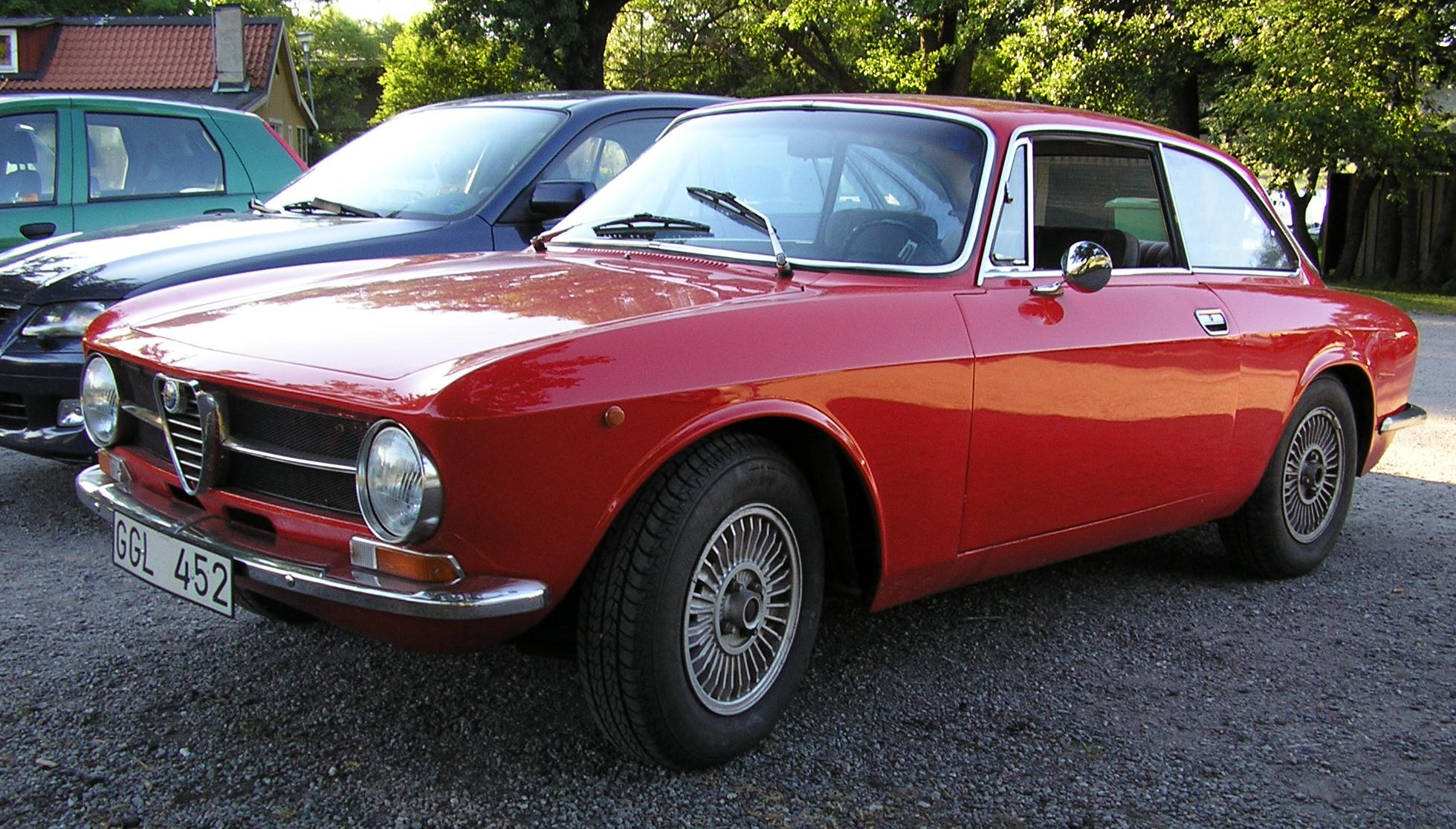
Alfa Romeo Giulia Sprint GT

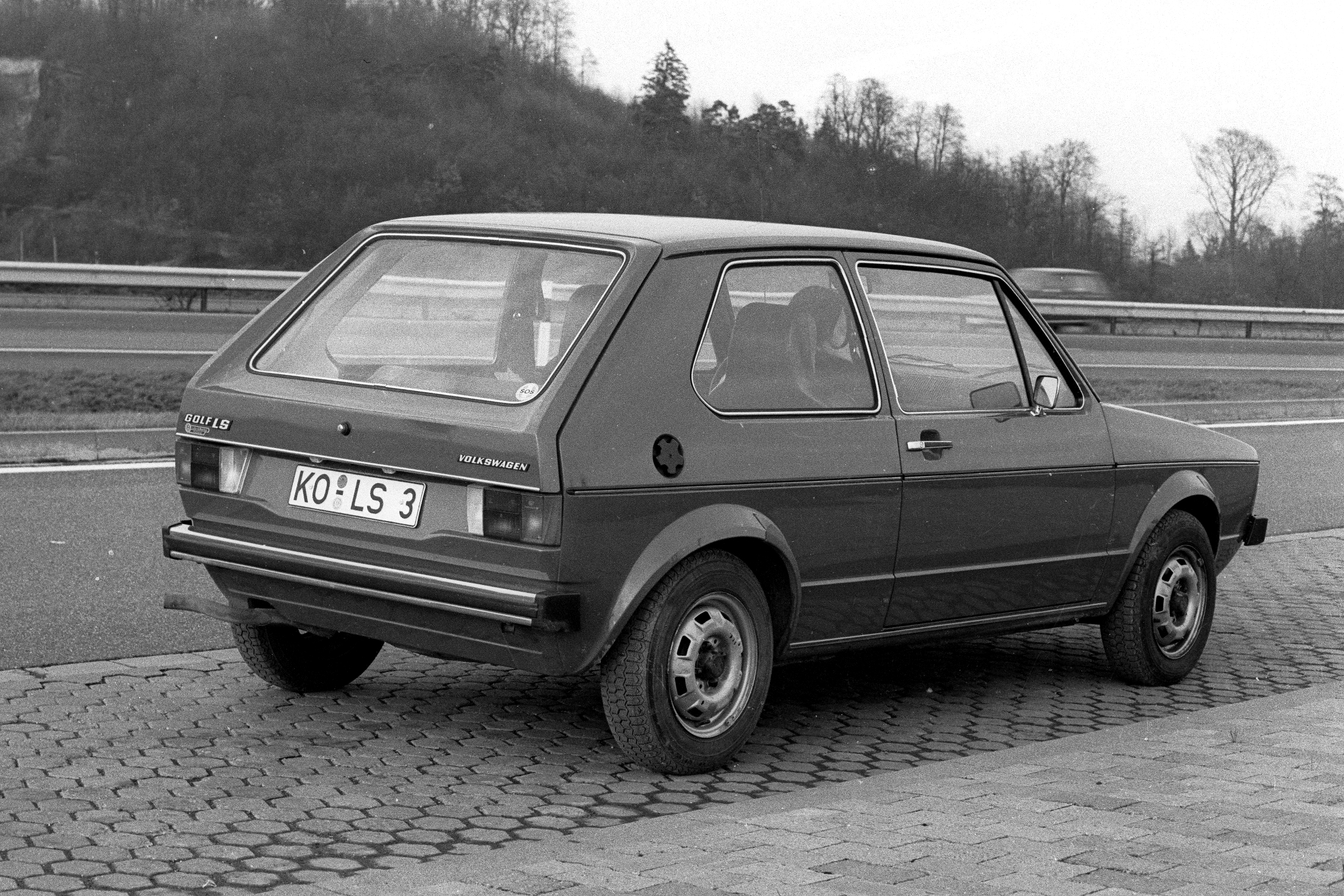
VW Golf I

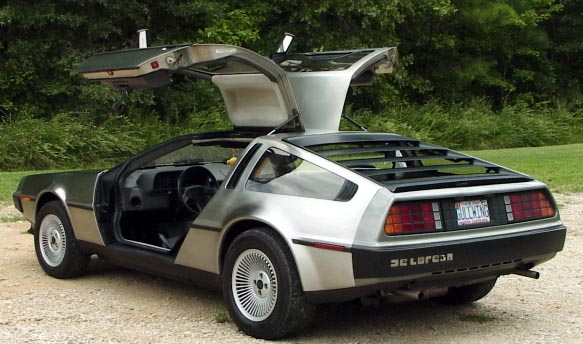
DeLorean DMC-12

Giorgio „Giorgetto“ Giugiaro (* 7. srpna 1938 v Garessio, Itálie) je italský automobilový a průmyslový designér. Vyučil se u firmy Bertone. Roku 1967 založil společnost Italdesign, která se dodnes, pod vedením jeho synů, zabývá automobilovým i průmyslovým designem. 18. prosince 1999 byl v Las Vegas vyhlášen novináři z různých zemí světa automobilovým designérem století.
K nejznámějším Giugiarovým projektům patří:
Vozy
- Alfa Romeo Brera (2006)
- Alfa Romeo Giulia Sprint GT (1963 für Bertone) a Alfa Romeo Alfasud (1971)
- Audi 80 B2 (1978)
- De Lorean DMC-12 (cca 1980)
- Fiat Panda (1980) a Fiat Uno (1983)
- Fiat Croma (2005)
- Seat Toledo (1999)
- Lancia Delta (1979)
- Lotus Esprit (1972)
- Renault 19 (1988)
- Saab 9000 (1985)
- Seat Ibiza (1985)
- VW Passat (1973), VW Golf I (1974) a VW Scirocco (1974)
- DAEWOO KALOS (2000-2004)
- CHEVROLET KALOS (2005-2006)

Fotoaparáty
- Nikon
  - F3
  - F4
  - F5
  - F6
  - D3
  - D4
  - D800
  - L35-AF